# Fuboku Kosakai
Fuboku Kosakai (小酒井 不木 ()), nom de plume de Mitsuji Kosakai (小酒井 光次 ()), né le 8 octobre 1890 à Kanie et mort le 1er avril 1929, est un médecin, traducteur et écrivain japonais.
Kosakai a étudié la médecine à l’Université impériale de Tokyo, et est devenu un spécialiste réputé de physiologie et de sérologie. Il enseigne à l’Université impériale du Tohoku.
Souffrant d'hémoptysie, il doit mettre un terme à sa carrière de chercheur.
Il entame alors une carrière d'essayiste et d’écrivain, d'abord d'histoires policières, ensuite de science-fiction.
Sa nouvelle Un cœur artificiel (1926) est considérée par certains savants comme la première histoire japonaise de « science-fiction pure ».